# Asdrúbal Magón
Asdrúbal Magón fue un general cartaginés hijo de Magón, y hermano mayor de Amílcar Magón. Sometió Cerdeña, donde fue mortalmente herido hacia el año 491 a. C. Entregó el mando a su hermano Amílcar. Según Justino ejerció once veces la magistratura de sufete y obtuvo cuatro triunfos (la institución de los honores del triunfo fue puramente romana y no es mencionada como propia de Cartago más que por este escritor). Tuvo tres hijos: Aníbal, Asdrúbal y Safón. Del primero y el tercero solo se conocen sus nombres. Asdrúbal dirigió la política cartaginesa hasta la caída de los Magónidas.